# След работно време (Пингвина)
„След работно време“ (на английски: After Hours) е премиерният епизод на американския криминален драматичен сериал „Пингвина“, който е разклонение на игралния филм от 2022 г. „Батман“. Епизодът е написан от създателя на сериала Лорън Ле Франк и е режисиран от изпълнителния продуцент Крег Зобел. Премиерата на епизода е на 20 септември 2024 г. по „Ейч Би О“ в Съединените щати, като в същия ден е достъпен и в стрийминг платформата „Макс“.
Действащ малко след събитията във филма, сериалът изследва възхода към властта на Озуолд „Оз“ Коб/Пингвина (в ролята Колин Фарел) в престъпния подземен свят на Готъм Сити. Оз се оказва съюзник с млад мъж на име Виктор (Рензи Фелиз), като същевременно трябва да се справи с присъствието на София Фалконе (Кристин Милиоти), която търси отговори относно изчезването на брат си.
Епизодът получава положителни отзиви от критиците, които похвалват изпълненията (особено на Фарел и Милиоти), режисурата, тона, производствения дизайн и грима.

## Сюжет
Една седмица след експлозията на вълнолома в Готъм Сити градът преживява сериозна престъпна вълна, докато се разпространяват слухове, че Алберто Фалконе, син на починалия престъпен бос Кармайн Фалконе, е готов да поеме семейния бизнес.
Озуолд „Оз“ Коб/Пингвина открива скривалище от ценности на Фалконе в салона на Айсберг, включително материали за изнудване и бижута, но е заловен от Алберто. Оз го убеждава, че са от една и съща страна и сядат да пият напитки и да употребяват наркотици. Алберто обсъжда своя план за възстановяване на империята на баща си, включващ ново лекарство, което има потенциала да замени капките като основен бизнес на семейството. Когато Оз издава мечтата си да стане уважавана фигура в подземния свят, Алберто, в комбинация от параноя и подигравка, го омаловажава и обижда. Импулсивно Оз го застрелва.
Когато се освобождава от тялото на Алберто, Оз вижда банда, която се опитва да открадне джантите на колата му, и започва да стреля по крадците. Само един от тях, Виктор Агилар, е изоставен. Забелязвайки заекването му, Оз го пощадява и принуждава Виктор да го вози из града за множество поръчки. На сутринта те оставят тялото на Алберто в изоставена кола на бунище и Оз взема от кутрето му пръстен, който преди е бил собственост на Салваторе Марони, съперника на Кармайн. Той позволява на Вик да го убеди, че има потенциал и го наема като свой шофьор.
Оз се среща с Джони Вити, подшефа на престъпното семейство Фалконе. Той е информиран, че операцията с наркотиците на Оз ще се премести в друга част на Готъм и въпреки протестите на Оз, решението е окончателно. Опитвайки се да спаси позицията си в организацията, Оз започва да представя плана на Алберто като свой, но той е прекъснат от пристигането на дъщерята на Фалконе, София, известна на обществеността като „Палача“, серийна убийца, която току-що е освободена от „Аркам“. Предполага се, че Осуолд е имал пръст в нейното затваряне, като я е предал на баща ѝ. Подозрителна, тя кани Оз на обяд в луксозен ресторант и разкрива, че е участвала в проекта на Алберто и го разпитва за изчезването на брат си. Оз се опитва да се измъкне, като се преструва, твърдейки, че е имал доверието на Алберто, но не е бил информиран за ролята на София в плана. Тя очевидно не му вярва, но тръгва да разследва.
По-късно той кара Виктор да го придружи, за да посети майка си Франсис, която страда от ранна поява на деменция. Той признава, че е убил Алберто и се опитва да я накара да напусне Готъм Сити с него, но майка му го укорява и го убеждава, че убийството на Алберто е само първата стъпка към издигането му в престъпния подземен свят. Вдъхновен, Оз съставя свой собствен план. Той посещава затвора „Блекгейт“, за да говори със Салваторе Марони. Той предлага да работи като двоен агент и да му помогне да унищожи престъпната империя на Фалконе, но Марони не желае да се довери толкова лесно. Преди да си тръгне, Оз му връща пръстена.
Докато се връща от „Блекгейт“, Оз е забелязан от София, която го преследва. Той се опитва да разкара привържениците ѝ на улицата, но е заловен и изпаднал в безсъзнание. Той е отведен в имението на Фалконе, където София разкрива, че е заловила Калвин (приятел на Виктор), едно от хлапетата, които се опитаха да откраднат джантите на колата на Оз в нощта, когато Алберто изчезва, като го замесва. Оз непреклонно лъже и кара момчето да бъде убито, но въпреки това то е съблечено и измъчвано, докато София настоява да знае къде се намира Алберто. Внезапно кола се блъска в градината и София отваря багажника, като намира трупа на Алберто, порязването му с розов цвят и думата „Отплата“, надраскана върху вътрешната страна на вратата на багажника. Оз е освободен и се събира отново с Виктор, след като тайно е обвинил Марони в убийството на Алберто. Докато Оз и Виктор пият напитки заедно, Оз повтаря плана си да поеме престъпното семейство Фалконе, като кани Виктор да бъде част от плана му, който Виктор приема.

## Производство

### Развитие
Епизодът е написан от създателя на сериала Лорън Ле Франк и режисиран от изпълнителния продуцент Крег Зобел. Участието на Зобел е потвърдено през октомври 2022 г., когато е обявено, че той ще режисира първия епизод.

### Сценарий
Майкъл Зеген обяснява, че смъртта на неговия герой е ключов момент в историята на София: „Мисля, че това наистина я тласна през ръба и води до това, в което се превръща. Двамата имаха толкова близки отношения и се чувствам сякаш той беше нейната опора и обратното, къде отива тя сега?“.
Героят Виктор Агилар е създаден, за да изгради динамика с Оз. Лорън Ле Франк споменава приликите между различните им увреждания: „Исках и двамата да имат тази връзка, без това да се превръща в нещо, за което говорят през цялото време, точно както много от нас имат различни неща, с които всички се борим, и това не оформя всичко, което сме, но е част от него“. Тя също добавя: „В нашия здравословен престъпен свят, реалистично погледнато, младите мъже се възпитават и научават да проявяват насилие в тълпата. Това е част от всичко; това е културата на оформяне. И така Оз наистина се грижи за Виктор в много начини и ми е интересно да разкажа такава история“.
С края Ле Франк иска да докаже колко умен и пресметлив може да бъде Оз, надявайки се, че това ще покаже, че е „много изобретателен в своето насилие и амбиция“. Тя също така не иска да завършва със замах: „Исках да дам тон на публиката за поредицата. Човек като Оз може да извърши цялото това невероятно насилие. Тази жена може да го измъчва и след това, в края на деня, той все още може да седи незасегнат и да пие, а това го прави много странен герой и исках да покажа това“.

### Грим
Майк Марино, който работи като дизайнер в „Батман“ (2022), е част от екипа на сериала. За сцената, в която Оз е измъчван, Фарел трябва да носи целия си грим и да носи „велкро парче, залепено за него“, за да бъде „анатомично правилен“. Фарел казва: „Чувствах се невероятно изложен, въпреки че бях всичко друго. Бях напълно покрит. И не е като да си мислех, че съм той, но това имаше много странен ефект върху егото ми“.

### Музика
Екипът иска „смущаваща“ песен, която да използва за сцената, в която Оз качва Виктор в колата си, след като пристига с метрото. Сцената е заснета без конкретна песен и по-късно екипът обмисля много опции. Впоследствие се спира на „9 до 5“ от Доли Партън, като Крег Зобел обяснява: „Може би е имал тази касета и, знаете ли, той е израснал наистина обичайки Доли Партън. Той не би искал Виктор да знае това, докато се опитва да бъде твърд и страшен, изглежда беше правилната комбинация“.

## Прием
Епизодът получава положителни отзиви от критиците. Уебсайтът Rotten Tomatoes отчита 100% рейтинг на одобрение, със средна оценка 8,3/10.

## В България
Епизодът е излъчен премиерно в България по „Ейч Би О“ на 20 септември 2024 г., като от същия ден е достъпен и в стрийминг платформата „Макс“, субтитриран на български език.